# Ana Mena
Ana Mena Rojas (Estepona, 25 februari 1997) is een Spaanse zangeres en actrice. Ze begon haar carrière in 2011 in de tv-serie Marisol, la película (2011). In 2010 deed ze mee aan Disney's muzikale realityshow My Camp Rock 2, waarbij ze als winnares eindigde.
Haar muzikale carrière begon in 2016, toen ze haar debuutsingle "No Soy Como Tú Crees" uitbracht. Mena heeft sindsdien met veel bekende artiesten samengewerkt, waaronder Becky G, CNCO en Lali. In 2018 bracht ze haar debuut studioalbum uit.

## Filmografie
| Jaar       | Titel                | Rol                | Notities                                  |
| ---------- | -------------------- | ------------------ | ----------------------------------------- |
| 2009       | Marisol, la película | Pepi               | TV film                                   |
| 2010       | Supercharly          | Verónica Navarro   | 5 afleveringen                            |
| 2010       | My Camp Rock.        | Herself            | Winnaar                                   |
| 2013, 2017 | 'Tu cara me suena    | Abraham Mateo      | Guest performer (seizoen 3, aflevering 9) |
| 2013-2014  | Vive cantando        | Paula Ruiz Almagro | Terugkerende rol                          |
| 2021       | "Bienvenidos a Edén  | TPD                | Netflix (8 afleveringen)                  |

| Jaar | Titel                        | Rol                  |
| ---- | ---------------------------- | -------------------- |
| 2011 | The Skin I Live In.          | Norma Ledgard (kind) |
| 2018 | Viaje al cuarto de una madre | Bea                  |

## Discografie

### Studioalbum
| Peak op SPA                                                            |
| ---------------------------------------------------------------------- |
| - Uitgebracht: 11 mei 2018 - Label: Sony Spain - Formaat: cd, download |

### Singles

#### Als hoofdartiest
| "No Soy Como Tú Crees"                                                                              | 2016 | —  | —  | —   | —  |                                                                                 | Index             |
| "Loco Como Yo"                                                                                      | 2016 | —  | —  | —   | —  |                                                                                 | Index             |
| "Se Fue"                                                                                            | 2016 | —  | —  | —   | —  |                                                                                 | Index             |
| "Ahora Lloras Tú" (featuring CNCO)                                                                  | 2017 | 78 | —  | —   | —  | - PROMUSICAE: Gold                                                              | Index             |
| "Mentira" (featuring RK)                                                                            | 2017 | —  | —  | —   | —  |                                                                                 | Index             |
| "Ya Es Hora" (met Becky G en De La Ghetto)                                                          | 2018 | 29 | —  | —   | —  | - PROMUSICAE: Platinum                                                          | Index             |
| "Pa' Dentro" (featuring Sean Kingston)                                                              | 2018 | —  | —  | —   | —  |                                                                                 | Non-album singles |
| "El Chisme" (met Nio Garcia en Emilia)                                                              | 2019 | —  | —  | —   | —  |                                                                                 | Non-album singles |
| "Se Te Olvidó" (met Deorro)                                                                         | 2019 | —  | —  | —   | —  |                                                                                 | Non-album singles |
| "Ahí" (met Thalía)                                                                                  | 2019 | —  | —  | —   | —  |                                                                                 | Valiente          |
| "Como El Agua" (Remix) (met Omar Montes)                                                            | 2019 | 81 | —  | —   | —  |                                                                                 | Non-album singles |
| "Sin Aire"                                                                                          | 2020 | —  | —  | —   | —  |                                                                                 | Non-album singles |
| "La Pared" (met Dellafuente)                                                                        | 2020 | 68 | —  | —   | —  |                                                                                 | Non-album singles |
| "A un passo dalla luna" / "A Un Paso de la Luna" (met Rocco Hunt en remix met Reik)                 | 2020 | 4  | 11 | 1   | 31 | - PROMUSICAE: 6× Platinum - FIMI: 6× Platinum - IFPI SWI: Gold - SNEP: Platinum | Non-album singles |
| "Solo" (met Omar Montes en Maffio)                                                                  | 2021 | 7  | —  | —   | —  | - PROMUSICAE: 3× Platinum                                                       | Non-album singles |
| "Un bacio all'improvviso" / "Un beso de improviso" (met Rocco Hunt)                                 | 2021 | 55 | —  | 4   | —  | - FIMI: 2× Platinum - PROMUSICAE: Gold                                          | Non-album singles |
| "Música ligera"                                                                                     | 2021 | 11 | —  | —   | —  |                                                                                 | Bellodrama        |
| "Duecentomila ore" / "Cuando la noche arriba"                                                       | 2022 | 90 | —  | 18  | —  |                                                                                 | Non-album singles |
| "Quiero Decirte" (met Abraham Mateo)                                                                | 2022 | 30 | —  | —   | —  |                                                                                 | Non-album singles |
| "Mezzanotte" / "Las 12" (solo/met Belinda)                                                          | 2022 | 7  | —  | 85  | —  |                                                                                 | Bellodrama        |
| "Ave de paso" (met Pablo Alborán)                                                                   | 2022 | —  | —  | —   | —  |                                                                                 | La cuarta hoja    |
| "Un Clásico"                                                                                        | 2023 | 53 | —  | —   | —  |                                                                                 | Bellodrama        |
| "Me he pillao x ti" (met Natalia Lacunza)                                                           | 2023 | 52 | —  | —   | —  |                                                                                 | Bellodrama        |
| "Lentamente"                                                                                        | 2023 | 72 | —  | —   | —  |                                                                                 | Bellodrama        |
| "Viva el amor" (met Paola & Chiara)                                                                 | 2023 | —  | —  | —   | —  |                                                                                 | Per sempre        |
| "Acquamarina" (met Guè)                                                                             | 2023 | —  | —  | 110 | —  |                                                                                 | Non-album singles |
| "Melodia criminal" (met Fred De Palma)                                                              | 2023 | —  | —  | —   | —  |                                                                                 | Non-album singles |
| "—" duidt op een opname die niet in de hitparade is opgenomen of niet in dat gebied is uitgebracht. |      |    |    |     |    |                                                                                 |                   |

#### Als uitvoerende artiest
Lijst van singles als uitvoerende artiest, met geselecteerde hitparadeposities, met vermelding van jaar van uitgave en albumnaam
| "Dama y Vagabundo" (Bromas Aparte featuring Ana Mena)                                               | 2016 | —  | — | —  | —  |                                               | Geen album singles |
| "No soy el mismo" (Xriz featuring Ana Mena)                                                         | 2017 | —  | — | —  | —  |                                               | Geen album singles |
| "Quiero" (Critica y Saik featuring Ana Mena)                                                        | 2017 | —  | — | —  | —  |                                               | Geen album singles |
| "Prohibido (Remix)" (CD9 featuring Lali en Ana Mena)                                                | 2018 | —  | — | 16 | —  |                                               | 1.0                |
| "D'estate non vale" (Fred De Palma featuring Ana Mena)                                              | 2018 | —  | 6 | —  | —  | - FIMI: 3× Platinum                           | Uebe               |
| "Una volta ancora" / "Se Iluminaba" (Fred De Palma featuring Ana Mena)                              | 2019 | 6  | 1 | —  | 61 | - PROMUSICAE: 5× Platinum - FIMI: 7× Platinum | Uebe               |
| "Me Quedo" (Nil Moliner featuring Ana Mena)                                                         | 2021 | 98 | — | —  | —  |                                               | Geen album single  |
| "—" duidt op een opname die niet in de hitparade is opgenomen of niet in dat gebied is uitgebracht. |      |    |   |    |    |                                               |                    |